# Gemeindestraße

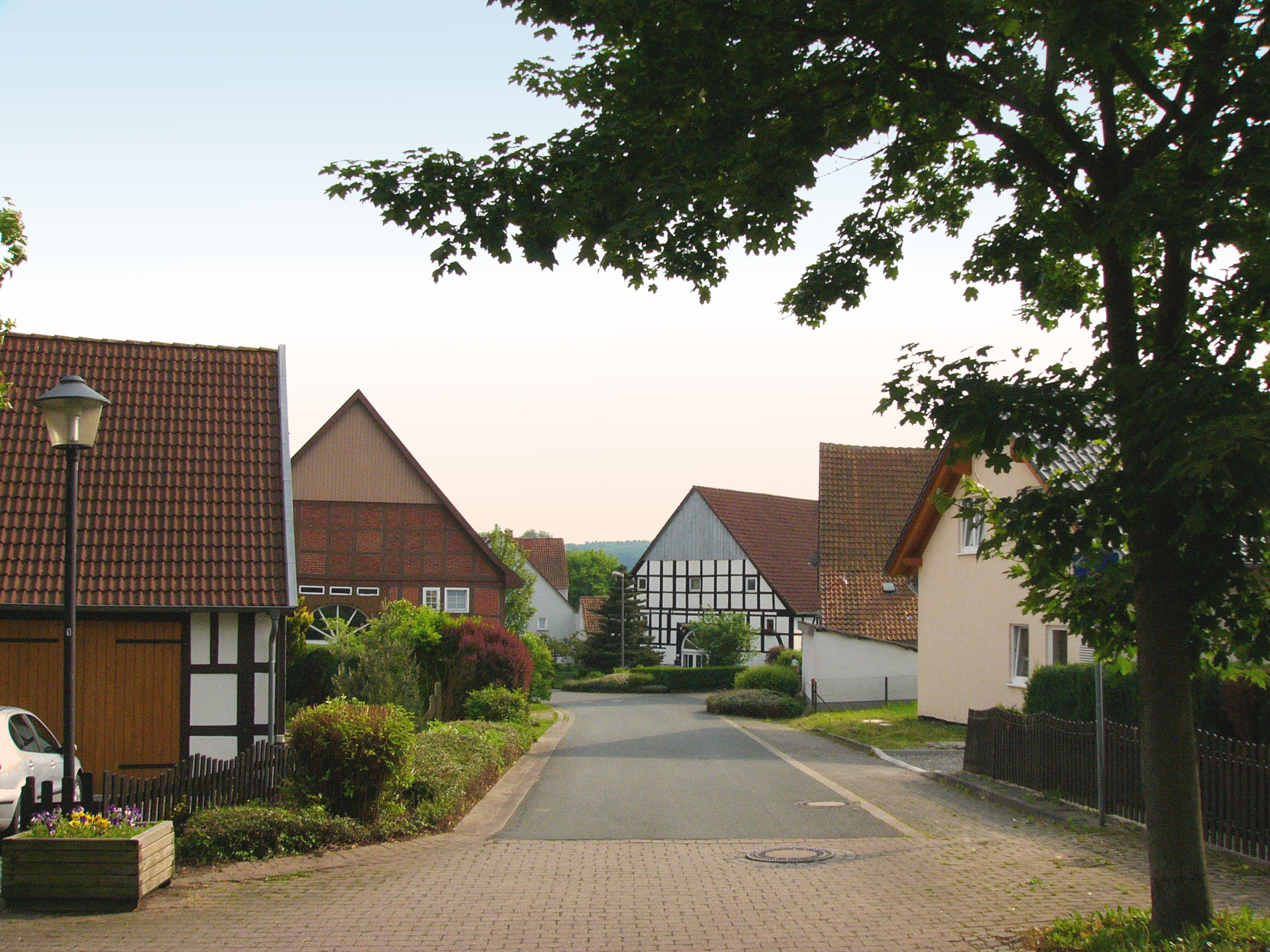
Gemeindestraße in einem Wohngebiet

Eine Gemeindestraße ist im Verkehrswesen und Straßen- und Wegerecht eine Straßenkategorie, bei der die Straßenbaulast bei einer Gemeinde liegt.

## Allgemeines
Die Gemeinde ist als Träger der Baulast für den Straßenbau, die Straßenerhaltung und den Straßenunterhalt der Gemeindestraßen zuständig. Im Straßennetz eines Staates sind den Gemeindestraßen die Landesstraßen, Provinzialstraßen, Bundesstraßen, Autobahnen und Nationalstraßen übergeordnet.

## Arten
Je nach Verkehrszweck werden in Ortschaften unterschieden: 
| Verkehrszweck                 | Straßenart                                                                       |
| ----------------------------- | -------------------------------------------------------------------------------- |
| Anliegerverkehr               | Anliegerstraße                                                                   |
| Fahrtrichtung                 | Einbahnstraße                                                                    |
| Fußgängerverkehr              | Fußgängerzone                                                                    |
| Innerortsstraße               | Ein- und Ausfallstraße, Ringstraße                                               |
| Konsum                        | Einkaufsstraße                                                                   |
| Ortsdurchfahrt                | Durchgangsstraße                                                                 |
| Schnellstraße                 | Stadtautobahn                                                                    |
| Verkehrsaufkommen             | Hauptstraße, Hauptsammelstraße, Hauptverkehrs- straße, Nebenstraße, Sammelstraße |
| Wohnen                        | Wohnstraße                                                                       |
| Internationale Besonderheiten | Frankreich, Vereinigte Staaten: Avenue, Boulevard Russland: Prospekt             |

Die Gemeindestraße kann eine Innerortsstraße, Außerortsstraße (als Gemeindeverbindungsstraße) oder Ortsstraße sein.
Die straßenrechtliche Kategorisierung ergibt sich bei öffentlichen Straßen aus der Straßenbaulast, die mit der Widmung zugewiesen wird.

## Deutschland
In Deutschland sind die Gemeinden Straßenbaulastträger der Gemeindestraßen. Sie werden unterschieden in Gemeindeverbindungsstraßen und Ortsstraßen. In der Reihenfolge der Straßenklassifizierung befinden sich die Gemeindestraßen unterhalb der Kreisstraßen, im Gegensatz zu diesen sind Gemeindestraßen zudem nicht nummeriert. Die Gesamtlänge des Gemeindestraßennetzes beträgt über 430.000 km, damit sind rund 63 % des Gesamtstraßennetzes Gemeindestraßen.
Die Zugehörigkeit zur Kommunalebene führt mitunter dazu, dass Gemeinden danach streben, dass Gemeindestraßen zu Kreisstraßen oder Kreisstraßen nicht zu Gemeindestraßen umgewidmet werden. Grund dafür ist die unterschiedliche Zuständigkeit für die Unterhaltung. Dies kann für Anlieger ein Vorteil sein, da z. B. die Genehmigung der Einfriedung zur Straße dem Landkreis obliegt und die Anliegerbeiträge anders bemessen werden können.

## International

### Österreich
In Österreich ist ebenfalls die Gemeinde der Straßenerhalter von Gemeindestraßen, eine spezielle Kennzeichnung – abgesehen von Straßennamen – oder Nummerierung erfolgt nicht. Die Gesamtlänge des Gemeindestraßennetzes in Österreich beträgt ungefähr 94.000 km, also rund 72 % des Gesamtstraßennetzes.

### Schweiz
In der Schweiz sind Gemeindestrassen öffentliche Verbindungen von Einwohnergemeinden und der gemischten Gemeinden sowie deren Unterabteilungen. Sie dienen der allgemeinen Benützung und ermöglichen den inneren Verkehr in einer Ortschaft. Des Weiteren verbinden sie Ortschaften, Weiler und Quartiere. Die Gesamtlänge des Gemeindestrassennetzes beträgt rund 51500 km, das entspricht ungefähr einem Anteil von 72 %.